# Ricobanca
Ricobanca es un pueblo de la parroquia de Girazga, en el ayuntamiento de Beariz, Provincia de Orense, España. En el año 2018 tenía 15 habitantes, 7 hombres y 8 mujeres.
El padre del expresidente de Panamá, Laurentino Cortizo, procedía de este pueblo.
Además, el pueblo cuenta con un molino y un puente medieval.

## Lugares de Girazga
- A Abeleira
- Alén
- Correa
- Doade
- Framia
- Ricovanca

## Parroquias de Beariz
- Santa María de Beariz
- Santa Cruz de Lebozán
- San Salvador de Girazga